# James R. Judge
James R. Judge (* 9. September 1849 im Huntingdon County, Pennsylvania; † 1912) war ein US-amerikanischer Politiker. Zwischen 1899 und 1903 war er Vizegouverneur des Bundesstaates Nevada.

## Werdegang
James Judge war der Sohn irischer Auswanderer. Er besuchte die öffentlichen Schulen seiner Heimat einschließlich des St. Francis College, wo er zum Bauingenieur ausgebildet wurde. In diesem Beruf war er auch für einige Jahre tätig. Ab 1877 war er in Nevada ansässig, wo er zunächst als Landvermesser für die Eisenbahn arbeitete. Nach einem Jurastudium und seiner 1881 erfolgten Zulassung als Rechtsanwalt begann er in diesem Beruf zu praktizieren. Außerdem beteiligte er sich an verschiedenen anderen Unternehmen, die zum Teil im Bergbau ansässig waren. Dabei wurde er zu einem wohlhabenden Mann. Politisch gehörte er der Demokratischen Partei an. Um die Jahrhundertwende war er an der Gründung der vor allem in Nevada agierenden Silver Party beteiligt.  Zwischen 1896 und 1899 bekleidete er das Amt des Attorney General seines Staates.
1898 wurde Judge an der Seite von Reinhold Sadler zum Vizegouverneur von Nevada gewählt. Dieses Amt bekleidete er zwischen 1899 und 1903. Dabei war er Stellvertreter des Gouverneurs und Vorsitzender des Staatssenats. Nach seiner Zeit als Vizegouverneur betätigte er sich wieder als Anwalt. Außerdem setzte er seine anderen geschäftlichen Aktivitäten fort.